# Jan Graafland
Jan Graafland (Leeuwarden, 1909. április 16. – ?) holland válogatott labdarúgó.
A holland válogatott tagjaként részt vett az 1934-es világbajnokságon.